# Ohio (řeka)
Ohio (anglicky Ohio River) je řeka v USA ve státech Pensylvánie, Ohio, Západní Virginie, Kentucky, Indiana a Illinois. Je dlouhá 1580 km. Povodí řeky zaujímá plochu 528 100 km².

## Průběh toku
Vzniká u Pittsburghu soutokem řek Allegheny a Monongahela, které pramení v Appalačském pohoří. Do města Louisville teče přes Appalačskou planinu a dále pokračuje Centrálními rovinami. Ústí zleva do Mississippi.

### Přítoky
- zprava – Beaver, Muskingum, Scioto, Great Miami, Wabash
- zleva – Kanawha, Big Sandy, Kentucky, Cumberland, Tennessee, Licking

## Vodní stav

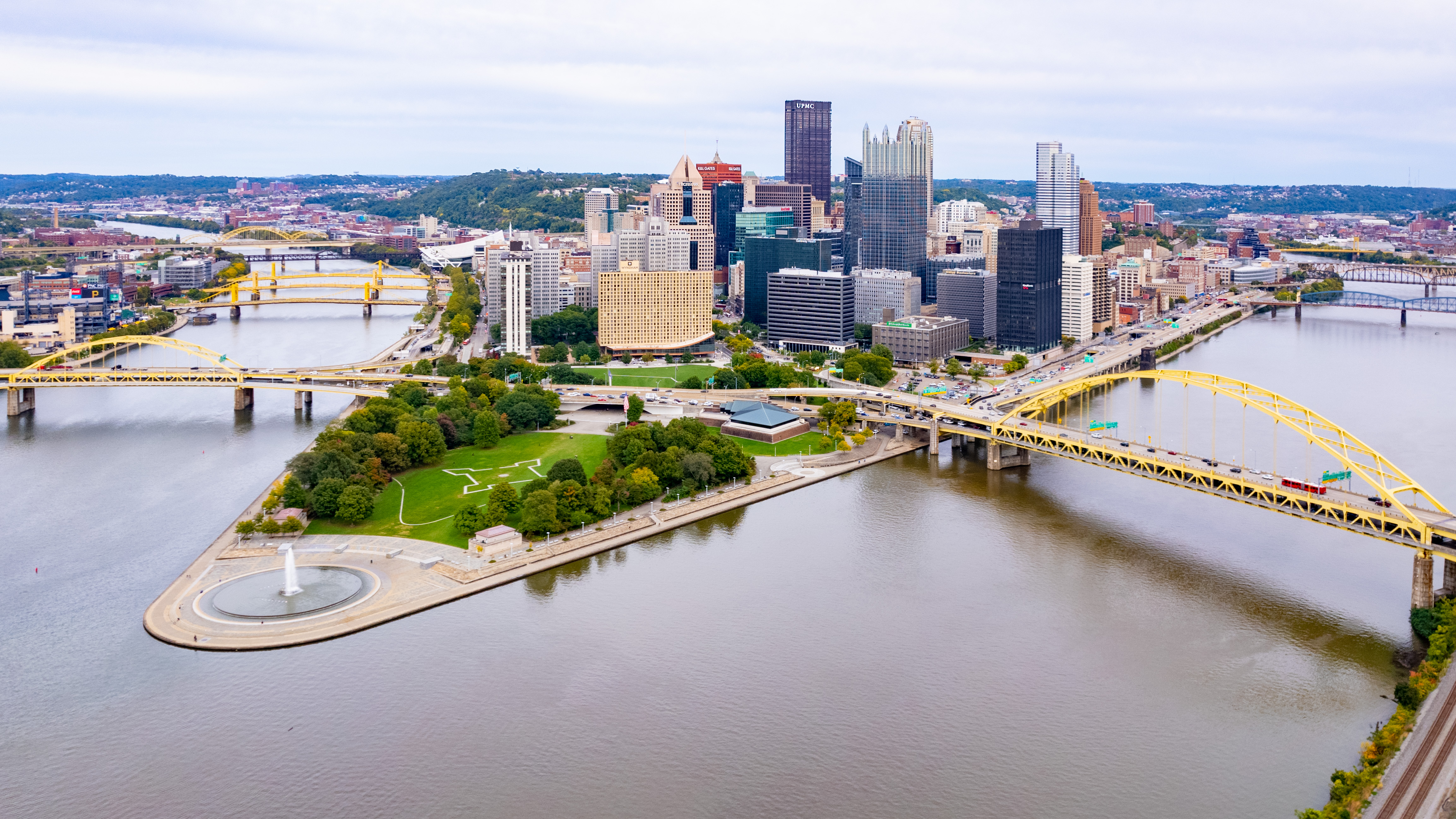
Začátek řeky Ohio v Point State Parku v Pittsburghu.

Zdroje vody jsou smíšené. Průměrný průtok vody u města Metropolis činí přibližně 8000 m³/s a celkový roční odtok 250 km³. Nejvyšších vodních stavů dosahuje v chladné části roku a nejnižších v létě a na podzim s minimem v srpnu a září. K nejvyššímu zvýšení úrovně hladiny dochází u Pittsburghu (10 až 12 m), u Cincinnati (17 až 20 m) a v ústí (14 až 16 m). Periodicky se opakující silné povodně s katastrofickými důsledky nastaly v letech 1887, 1913, 1927 a 1937.

## Využití
Vodní doprava je možná po celém toku díky zdymadlům, přičemž garantovaná hloubka plavební trasy je 2,7 m. Celková délka vodních cest v povodí řeky činí 4000 km. Za účelem obchvatu peřejí u Louisville byly vybudovány plavební kanály. V povodí řeky se nacházejí velké vodní elektrárny převážně na řece Tennessee. Voda v řece je znečištěna výtoky z průmyslových závodů. Na řece leží velká města Pittsburgh, Cincinnati, Louisville.